# Флаг Прочноокопского сельского поселения
Флаг муниципального образования Прочнооко́пское сельское поселение Новокубанского района Краснодарского края Российской Федерации — опознавательно-правовой знак, служащий официальным символом муниципального образования.
Флаг утверждён 30 декабря 2008 года и внесён в Государственный геральдический регистр Российской Федерации с присвоением регистрационного номера 5826.

## Описание
«Флаг Прочноокопского сельского поселения представляет собой полотнище с отношением ширины к длине 2:3, окаймлённое по периметру составной полосой в 1/8 ширины полотнища, разделённой по горизонтали на равные жёлтую и синюю части, в синей части по сторонам изображено по жёлтой головке колоса; внутри окаймления полотнище состоит из двух горизонтальных полос сложной формы: близкими по ширине красной и белой (разделённой чёрными линиями, имитирующими стенную кладку с изображением красной арки, расположенной посередине полосы, вплотную к нижнему краю); линия между белой и красной полосами имеет вид стенных зубцов; верхняя полоса несёт воспроизведённые жёлтым и белым цветами изображения скрещённых шашек и пернача».

## Обоснование символики
Флаг языком символов и аллегорий отражают исторические, культурные и экономические особенности сельского поселения.
Белая крепостная стена с зубцами аллегорически указывает на крепость Прочный Окоп, у которой была основана станица. Открытые ворота символизируют гостеприимство прочноокопцев. Белый цвет (серебро) — символ мудрости, совершенства, чистоты.
Красный цвет символизирует мужество, отвагу, пролитую кровь при защите родной земли.
Жёлтый цвет (золото), в кайме, символизирует величие, прочность, достаток и процветание, а синий цвет (лазурь) — волю, безупречность, добродетель, возвышенные устремления.
Синяя часть каймы также аллегорически указывает на реку Кубань, на берегу которой расположено поселение. Синий цвет — определяющий цвет донских и линейных казаков, к которым ранее принадлежали первые поселенцы станицы.
Изображение белых казачьих шашек, положенных накрест, аллегорически указывает на основоположников населённого пункта — потомков различных казачьих формирований, осевших в станице Прочиоокопской.
Изображение жёлтого пернача, положенного за шашками, символически указывает на то, что в крепости Прочный Окоп, под надёжной защитой казаков, находилась штаб-квартира главнокомандующего правым флангом Кавказской линии, в период освоения Северного Кавказа Российской империей.
Пшеничные колосья символизируют аграрное развитие поселения — выращивание хлеба — кубанского золота.